# لوراکس (فیلم)
لوراکس (به انگلیسی: The Lorax) یک پویانمایی رایانه‌ای سه‌بعدی کمدی فانتزی موزیکال آمریکایی محصول ۲۰۱۲ است که توسط ایلومینیشن تولید و توسط یونیورسال پیکچرز توزیع شده است. این فیلم از روی کتابی با همین نام به نوشتهٔ دکتر زوس و بعد از ویژه انیمیشن آن در سال ۱۹۷۲ ساخته شده است. این فیلم توسط کریس رناد با همکاری کایل بالدا کارگردانی و توسط کریس ولداندری تهیه شده است. جانت هیلی، سینکو پل و آدری گیزل تهیه‌کنندگان اجرایی این فیلم هستند. پل و داریو نیز فیلمنامه این فیلم را نوشته‌اند. دنی دویتو، اد هلمز، زک افران، تیلور سوئیفت، راب ریگل، جنی سلیت و بتی وایت از صداپیشگان این فیلم هستند. این فیلم گسترش یافته کتاب لوراکس است و تد را نشان می‌دهد که در فیلم قبلی فاقد نام بود.
فروش داخلی این فیلم که برای آن ۷۰ میلیون دلار هزینه شده بود ۲۱۴ میلیون دلار بوده و به علاوه فروش فرامرزی ۳۴۸٫۸ میلیون دلاری را تجربه کرده است.

## انتشار
این فیلم انیمیشن در ۲ مارس سال در ۲۰۱۲ در ایالات متحده و کانادا انتشار یافت و سپس در ۲۷ ژوئیه همان سال در انگلستان منتشر شد.

### مناقشات بازاریابی
مزدا برای تبلیغ مزدا سی‌ایکس-۵ از فضاها و کاراکترهای این انیمیشن استفاده کرد.

### رسانه‌های خانگی
این فیلم در ۷ اوت ۲۰۱۲ بر روی دی‌وی‌دی و بلوری منتشر شد.

### بازی‌های رایانه‌ای
بلوک‌دات یک بازی به نام Truffula Shuffula بر پایه این فیلم برای پلت‌فرم آی‌اواس و اندروید در ۱ فوریه ۲۰۱۲ ایجاد کرد.

## داستان
در زمان‌های قدیم، شخصی برای درست کردن اختراعی با نام خنزل، تمام درختان را قطع می‌کند و پول زیادی درمی‌آورد، اما بعد از سال‌ها، با آمدن یک‌هوا فروش، هیچ‌کس به درختان اهمیت نمی‌دهد. تا اینکه…